# Liste des lieux historiques nationaux du Canada à Montréal
La liste des lieux historiques nationaux du Canada (en anglais : National Historic Sites of Canada) reprend tous les lieux situé dans l'agglomération de Montréal. En mars 2011, on compte 57 lieux historiques nationaux à Montréal, dont cinq sont administrés par Parcs Canada.
Les autres lieux historiques nationaux sont classés dans la liste des lieux historiques nationaux du Canada au Québec.
Les noms des sites correspondent à ceux donnés par la commission des lieux et monuments historiques du Canada, qui peuvent être différents de ceux donnés par le milieu local.

## Lieux historiques nationaux
| Lieu                                                                | Désignation | Municipalité                                         | Description | Photo                                             |
| ------------------------------------------------------------------- | ----------- | ---------------------------------------------------- | --- | ------------------------------------------------- |
| Ancien édifice de la douane de Montréal                             | 1997        | Montréal 45° 30′ 12″ N, 73° 33′ 16″ O                | Demeure un exemple exceptionnel de l'architecture palladienne, conçue par John Ostell, (1836-1838)                                                                                        |                                                   |
| Appartements Marlborough                                            | 1990        | Montréal 45° 30′ 25″ N, 73° 34′ 33″ O                | Immeuble résidentiel de style néo-Queen Anne édifié en 1900 |                                                   |
| Arrondissement de Westmount                                         | 2011        | Westmount 45° 29′ 12″ N, 73° 35′ 40″ O               | | Hôtel de ville de Westmount                       |
| Arrondissement historique de Senneville                             | 2002        | Senneville 45° 25′ 36″ N, 73° 58′ 06″ O              | Évoque les développements de l'architecture et du design paysager des XIXe et XXe siècles                                                                                                 |                                                   |
| Banque de Montréal                                                  | 1990        | Montréal 45° 29′ 16″ N, 73° 34′ 07″ O                | Édifice de grès de style néo-Queen Anne construit en 1894 |                                                   |
| Basilique St. Patrick                                               | 1990        | Montréal 45° 30′ 13″ N, 73° 33′ 53″ O                | Église de style néo-gothique français fréquentée par la communauté irlandaise, 1843-1847                                                                                                  |                                                   |
| Bataille de Rivière-des-Prairies / combat de la coulée Grou         | 1924        | Montréal 45° 41′ 56″ N, 73° 30′ 14″ O                | Lieu où Français et Iroquois se sont livré bataille en 1690 | La coulée Grou                                    |
| Bataille du Lac-des-Deux-Montagnes                                  | 1925        | Senneville 45° 26′ 53″ N, 73° 56′ 25″ O              | Lieu où les Français ont défait les Iroquois en 1689 | Monument de la bataille du Lac-des-Deux-Montagnes |
| Berceau de Montréal                                                 | 1924        | Montréal 45° 30′ 12″ N, 73° 33′ 14″ O                | L'endroit où le sieur de Maisonneuve fonda Montréal, en mai 1642 |                                                   |
| Bibliothèque Atwater du Mechanics' Institute of Montreal            | 2005        | Montréal 45° 29′ 19″ N, 73° 35′ 03″ O                | Premier Mechanics' Institute (en) à avoir vu le jour au Canada (1828); la plus ancienne bibliothèque de prêt payant fondée en sol canadien                                                |                                                   |
| Canal de Lachine                                                    | 1929        | Montréal 45° 27′ 30″ N, 73° 36′ 42″ O                | Canal ouvert à la navigation; comportait 5 écluses ainsi que des ponts ferroviaires et routiers                                                                                           |                                                   |
| Canal de Sainte-Anne-de-Bellevue                                    | 1929        | Sainte-Anne-de-Bellevue 45° 24′ 13″ N, 73° 57′ 16″ O | Canal ouvert à la navigation; construit sur l'emplacement de l'ancien canal, 1843 |                                                   |
| Cathédrale Christ Church                                            | 1999        | Montréal 45° 30′ 13″ N, 73° 34′ 12″ O                | Cathédrale néo-gothique (1857-60) |                                                   |
| Cathédrale Marie-Reine-du-Monde                                     | 1999        | Montréal 45° 29′ 58″ N, 73° 34′ 07″ O                | Concept rappelant la basilique Saint-Pierre de Rome; symbole important du mouvement ultramontain au Canada (1870-94)                                                                      |                                                   |
| Champ d'honneur national du Fonds du Souvenir                       | 2007        | Pointe-Claire 45° 26′ 39″ N, 73° 50′ 16″ O           | Constitue un lieu de mémoire évocateur dédié aux hommes et aux femmes qui ont servi sous les drapeaux, rappelant quelque deux cents ans d'histoire militaire canadienne                   |                                                   |
| Château De Ramezay / maison des Indes                               | 1949        | Montréal 45° 30′ 32″ N, 73° 33′ 11″ O                | Édifice construit en 1705 par Claude de Ramezay, gouverneur de Montréal |                                                   |
| Cimetière Mont-Royal                                                | 1999        | Montréal 45° 30′ 33″ N, 73° 35′ 53″ O                | Cimetière du XIXe siècle de conception et de facture exceptionnelles; fondé en 1852 |                                                   |
| Cimetière Notre-Dame-des-Neiges                                     | 1999        | Montréal 45° 30′ 07″ N, 73° 36′ 23″ O                | Conception particulière et présence de monuments funéraires variés |                                                   |
| Cité modèle de Mont-Royal                                           | 2008        | Mont-Royal 45° 31′ 00″ N, 73° 39′ 00″ O              | Une remarquable synthèse des idées de revitalisation urbaine du début du xxe siècle, dans lesquelles on reconnaît la marque des mouvements City Beautiful, cité-jardin et banlieue-jardin |                                                   |
| Commerce de la fourrure à Lachine                                   | 1970        | Montréal 45° 25′ 40″ N, 73° 40′ 34″ O                | Entrepôt en pierre utilisé comme dépôt; construit en 1803; les Compagnies de la Baie d'Hudson et du Nord-Ouest                                                                            |                                                   |
| Complexe manufacturier du canal de Lachine                          | 1996        | Montréal 45° 28′ 13″ N, 73° 35′ 01″ O                | Complexe manufacturier/industriel, principalement de 1880 à 1940; 41 établissements - 12 groupes manufacturiers                                                                           |                                                   |
| Édifice Wilson Chambers                                             | 1990        | Montréal 45° 30′ 03″ N, 73° 33′ 35″ O                | Édifice commercial en pierre de style néo-gothique construit en 1868 |                                                   |
| Église anglicane St. George                                         | 1990        | Montréal 45° 29′ 52″ N, 73° 34′ 10″ O                | Belle église en pierre de style néo-gothique, construite en 1869-1870 |                                                   |
| Église catholique Notre-Dame / basilique Notre-Dame                 | 1989        | Montréal 45° 30′ 16″ N, 73° 33′ 23″ O                | Une des premières églises néo-gothiques, 1823-1829, un des monuments de Montréal |                                                   |
| Église Erskine and American (temple de l'église unie)               | 1998        | Montréal 45° 29′ 57″ N, 73° 34′ 47″ O                | Grande église de style néo-roman avec vitraux Tiffany (1893-1894) |                                                   |
| Église Notre-Dame-de-la-Défense                                     | 2002        | Montréal 45° 32′ 06″ N, 73° 36′ 41″ O                | Dessert la plus vieille communauté italienne au Canada |                                                   |
| Église orthodoxe antiochoise St. George                             | 1999        | Montréal 45° 32′ 23″ N, 73° 36′ 51″ O                | Symbolise les traditions culturelles de la communauté orthodoxe syrienne au Canada (1939-40)                                                                                              |                                                   |
| Église Saint-Léon-de-Westmount                                      | 1997        | Westmount 45° 29′ 09″ N, 73° 35′ 27″ O               | Décorée selon la technique traditionnelle de la fresque; Guido Nincheri (1901-03) |                                                   |
| Église unie St. James                                               | 1996        | Montréal 45° 30′ 19″ N, 73° 34′ 07″ O                | Église construite à la façon d'un grand amphithéâtre et possédant un décor victorien; une école du dimanche inspirée du plan Akron (1887-1888)                                            |                                                   |
| Forum de Montréal                                                   | 1997        | Montréal 45° 29′ 25″ N, 73° 35′ 05″ O                | Symbole du rôle du hockey dans la culture nationale du Canada par son association avec les Canadiens de Montréal                                                                          |                                                   |
| Gare Windsor du Canadien Pacifique                                  | 1975        | Montréal 45° 29′ 51″ N, 73° 34′ 07″ O                | Exemple représentatif d'une grande gare ferroviaire métropolitaine, excellent exemple du style néo-roman (1888-89)                                                                        |                                                   |
| Hochelaga                                                           | 1920        | Montréal 45° 30′ 13″ N, 73° 34′ 31″ O                | Village Iroquois où s'est rendu Jacques Cartier en 1535 | Monument d'Hochelaga                              |
| Hôpital des Sœurs grises                                            | 1973        | Montréal 45° 30′ 01″ N, 73° 33′ 17″ O                | Hôpital reconstruit en 1765 par mère Marguerite d'Youville |                                                   |
| Hôtel de ville de Montréal                                          | 1984        | Montréal 45° 30′ 32″ N, 73° 33′ 14″ O                | Premier hôtel de ville à fonction unique; édifice de style Second Empire (1872-18) |                                                   |
| Jardin botanique de Montréal                                        | 2008        | Montréal 45° 33′ 26″ N, 73° 33′ 25″ O                | Un des plus importants jardins botaniques au monde |                                                   |
| La «Main»                                                           | 1996        | Montréal 45° 30′ 37″ N, 73° 33′ 52″ O                | Secteur historique rappelant le développement des communautés culturelles; couloir d'immigrants                                                                                           |                                                   |
| Louis-Joseph-Papineau                                               | 1968        | Montréal 45° 30′ 36″ N, 73° 33′ 08″ O                | Maison en pierre construite en 1785, habitée de façon intermittente par Louis-Joseph Papineau                                                                                             |                                                   |
| Maison Cartier                                                      | 1982        | Montréal 45° 30′ 29″ N, 73° 33′ 09″ O                | Édifice construit en 1812-1813, exemple de l'architecture urbaine de l'époque |                                                   |
| Maison George-Stephen                                               | 1971        | Montréal 45° 29′ 57″ N, 73° 34′ 33″ O                | Maison bourgeoise de style néo-Renaissance dont la construction a débuté en 1880 |                                                   |
| Maison LeBer-LeMoyne                                                | 2002        | Montréal 45° 25′ 48″ N, 73° 39′ 59″ O                | Plus vieux édifices encore debout associés à Charles Le Moyne et au commerce des fourrures sous le Régime français                                                                        |                                                   |
| Maison mère des Sœurs Grises de Montréal                            | 2011        | Montréal 45° 29′ 37″ N, 73° 34′ 36″ O                | | Chapelle de sœurs grises                          |
| Maison Saint-Gabriel                                                | 2007        | Montréal 45° 28′ 33″ N, 73° 33′ 22″ O                | Exemple exceptionnel de l'architecture rurale du Régime français; l'habitation de religieuses de la Congrégation de Notre-Dame                                                            |                                                   |
| Maison Van-Horne / Shaughnessy                                      | 1973        | Montréal 45° 29′ 27″ N, 73° 34′ 42″ O                | Grande demeure de style Second Empire érigée en 1874 |                                                   |
| Manège militaire du Black Watch (Royal Highland Regiment) of Canada | 2008        | Montréal 45° 30′ 28″ N, 73° 34′ 11″ O                | Rôle important qu'ont eu, sous de nombreux rapports, les manège militaires du Canada; a été et continue d'être un centre pour les activités communautaires                                |                                                   |
| Marché Bonsecours                                                   | 1984        | Montréal 45° 30′ 32″ N, 73° 33′ 05″ O                | Éminent édifice public du milieu du XIXe siècle qui s'élève au bord de l'eau |                                                   |
| Masonic Memorial Temple                                             | 2001        | Montréal 45° 29′ 41″ N, 73° 34′ 59″ O                | Exemple exceptionnellement raffiné d'un temple de la fin du style Beaux-Arts classique; représentation allégorique des idées éclairées de la franc-maçonnerie                             |                                                   |
| Monklands / couvent Villa Maria                                     | 1951        | Montréal 45° 28′ 55″ N, 73° 37′ 02″ O                | Maison des gouverneurs généraux dans le style palladien, construite 1794-1803 |                                                   |
| Monument-National                                                   | 1985        | Montréal 45° 30′ 33″ N, 73° 33′ 45″ O                | Centre culturel propriété de la Société Saint-Jean-Baptiste, 1893 |                                                   |
| Oratoire Saint-Joseph du Mont-Royal                                 | 2003        | Montréal 45° 29′ 30″ N, 73° 37′ 00″ O                | Architecture distinctive, en particulier le dôme, qui lui confère une présence physique et symbolique imposante dans un environnement à flanc de montagne                                 |                                                   |
| Pavillon Hersey                                                     | 1997        | Montréal 45° 30′ 31″ N, 73° 34′ 50″ O                | Les résidences d'infirmières étaient un élément essentiel de la culture infirmière |                                                   |
| Pavillon Mailloux                                                   | 1997        | Montréal 45° 31′ 32″ N, 73° 33′ 51″ O                | Les résidences d'infirmières étaient un élément essentiel de la culture infirmière |                                                   |
| Résidence H.-Vincent-Meredith                                       | 1990        | Montréal 45° 30′ 15″ N, 73° 34′ 55″ O                | Maison bourgeoise de style néo-Queen Anne érigée en 1894 |                                                   |
| Séminaire de Saint-Sulpice et son jardin                            | 1981        | Montréal 45° 30′ 14″ N, 73° 33′ 25″ O                | Rare et saisissant exemple de classicisme du Régime français; remarquable intégrité du jardin conventuel, vers 1650                                                                       |                                                   |
| Sir-George-Étienne-Cartier                                          | 1964        | Montréal 45° 30′ 40″ N, 73° 33′ 06″ O                | Maisons jumelées des années 1830, ayant servi de résidence à ce brilliant politicien du XIXe siècle                                                                                       |                                                   |
| Théâtre Outremont                                                   | 1993        | Montréal 45° 31′ 12″ N, 73° 36′ 33″ O                | Cinéma de grand luxe des années 1920; style Art déco et décor atmosphérique |                                                   |
| Théâtre Rialto                                                      | 1993        | Montréal 45° 31′ 24″ N, 73° 36′ 18″ O                | Théâtre traditionnel de style Beaux-Arts qui offre un intérêt exceptionnel |                                                   |
| Tours des Sulpiciens / fort de la Montagne                          | 1970        | Montréal 45° 29′ 38″ N, 73° 35′ 05″ O                | Tours datant de la fin du XVIIe siècle, autrefois bastions d'un fort |                                                   |
| Trafalgar Lodge                                                     | 1990        | Westmount 45° 29′ 42″ N, 73° 35′ 53″ O               | Villa de style néo-gothique construite en 1848 |                                                   |
| Pavillon Roger-Gaudry                                               | 2018        | Montréal 45° 30′ 09″ N, 73° 36′ 57″ O                | Édifice principal de l'Université de Montréal, conçu par Ernest Cormier; construit entre 1928 et 1943                                                                                     |                                                   |
| Usine de textile Merchants                                          | 1989        | Montréal 45° 28′ 32″ N, 73° 34′ 48″ O                | De 1899 jusqu'à au moins la Seconde Guerre mondiale, la deuxième usine textile en importance au Canada; construite en 1882                                                                | \|}                                               |